# Peter Siddle
Peter Siddle (ur. 25 listopada 1984 w Traralgon) – australijski krykiecista, praworęczny rzucający w stylu fast, reprezentant kraju.  Gra w drużynie stanowej Victorii, w drużynie Australii zadebiutował 17 października 2008 w meczu przeciwko drużynie Indii.